# Каджар, Александр Петрович Риза-Кули-Мирза
Принц Александр Петрович Риза-Кули Мирза Каджар (25 мая 1869 — 4 мая 1941) — российский военный деятель, комендант Екатеринбурга (1918), полковник.

## Биография

### Происхождение
Александр Петрович Риза-Кули Мирза Каджар родился 25 мая 1869 года в Санкт-Петербургской губернии. Происходит из известного азербайджанского рода Каджаров. Согласно послужному списку «сын персидского принца, уроженец Петербургской губернии. Вероисповедания православного». Отец, Риза Кули Мирза Каджар, третий сын принца Бахман Мирзы, флигель-адъютант, штабс-ротмистр, командир 4-го взвода (мусульман) лейб-гвардии Кавказского эскадрона Собственного Его Императорского Величества конвоя, генерал-майор c 1883 года. Мать, Александра Туган-Мирза Барановская, происходила из старинного дворянского литовско-татарского рода мусульманского вероисповедания. Незадолго до рождения сына приняла православие. Александр Петрович Риза-Кули Мирза приходился кузеном Ахмеду Мирзе — последнему Шаху Персии из династии Каджаров. Общее образование получил в Рижском реальном училище.

### Военная карьера
В службу вступил в октябре 1888 года рядовым на правах вольноопределяющегося в 13-й резервный пехотный кадровый батальон. В августе 1890 года командирован был в Виленское пехотное юнкерское училище. По окончании училища по 2-му разряду в августе 1893 года произведён в подпрапорщики и направлен в 177-й пехотный Изборский полк. 25 марта 1895 года произведён был в подпоручики. В июле 1898 года был зачислен кандидатом для перевода в Собственный Его Императорского Величества конвой.
15 апреля 1899 года произведён в поручики.
15 августа 1902 года был прикомандирован для испытания и перевода в дальнейшем в Собственный Е. И. В. конвой сверх комплекта, как не принадлежащий к числу природных казаков Кубанского или Терского войска.
2 ноября 1902 года зачислен прикомандированным к лейб-гвардии 2-й Кубанской казачьей сотне Собственного Е. И. В. конвоя. 15 апреля 1903 года произведён в штабс-ротмистры. 26 апреля переведён в лейб-гвардии 2-ю Кубанскую казачью сотню с переименованием в сотники.
Александр Петрович успешно нёс службу в Конвое. 6 декабря 1906 года был удостоен ордена Св. Станислава 3-й ст. Жил он в Петербурге на Шпалерной улице, в доме № 28. 22 апреля 1907 года произведён в подъесаулы. В эти годы принц имел приватную переписку с младшим братом Николая II Великим Князем Михаилом Александровичем. В сентябре 1914 года Александр Петрович был произведён в есаулы с оставлением в Конвое сверх комплекта (штата). К этому времени был пожалован несколькими орденами и медалями. С началом Первой мировой войны характер службы резко изменился. Конвой сопровождал Николая II в поездках по стране и на фронт, охранял Ставку Верховного главнокомандующего. Был награждён орденом Святого Георгия 4-й степени.
В начале 1917 года в Военно-походную Канцелярию Его Величества поступила памятная записка, в которой было приведено обоснование возможной монополии России на мировом рынке такого стратегически важного металла, как платина. Для этого предлагалось образовать Акционерное Общество «Уральские Золотоплатиновые Недра» с огромным по тем временам уставным капиталом в 12,5 млн рублей. Авторы записки обращались к Николаю II с просьбой разрешить А. П. Риза-Кули Мирзе подписать проектируемый Устав Общества в качестве учредителя. Видимо, они понимали, что, имея учредителем человека, близкого Августейшей Фамилии, можно браться за решение любых проблем планетарного масштаба. Но было слишком поздно: Император отрёкся от престола.
В феврале — марте 1917 года есаул Риза-Кули Мирза находился в Царском Селе, где вместе с лейб-гвардии 2-й Кубанской и лейб-гвардии 3-й Терской казачьими сотнями Конвоя нёс службу по охране проживавшей в то время в Александровском дворце императрицы Александры Федоровны с её детьми.
6  мая 1917 года  он был переименован из есаулов в полковники и переведён в резерв чинов штаба Петроградского военного округа. Известно, что с огромным риском для жизни он пробрался в Екатеринбург во время заключения там Царской Семьи. К нему скрытно приходил знавший его лично камердинер царя Т. И. Чемодуров и рассказывал об обстановке в доме инженера Ипатьева.
Им не удалось освободить узников, и в ночь с 16 на 17 июля 1918 года царская семья была расстреляна. Когда Белая Армия освободила Екатеринбург, полковник Риза-Кули-Мирза приказом начальника гарнизона генерал-майора Голицына был в августе назначен комендантом Екатеринбурга, а в сентябре был назначен помощником начальника гарнизона по военной части. В дальнейшем вместе с другими участниками Белого Движения перебрался в США и жил в Сиэтле. Вплоть до 1941 года публиковал свои воспоминания в газете «Новое русское слово» в Нью-Йорке. В них принц рассказывал обо всём самом интересном, что произошло за 15 лет его службы в Собственном Его Императорского Величества Конвое.

## Награды
- Орден Святого Станислава 3-й степени (1906)
- Орден Святой Анны 3-й степени (1910)
- Орден Святого Станислава 2-й степени (1913)
- Орден Святой Анны 2-й степени (1915)